# Девет краљица
Девет краљица (шп. Nueve Reinas) је аргентински филм из 2000. године, у режији Фабијана Бјелинског и са Гастоном Паулсом и Рикардом Дарином главним улогама. Филм говори о случајном сусрету два преваранта који одлучују да предузму заједнички „посао“. Филм је номинован за 28 награда, од којих је освојио 21. 